# Jan Sabała Krzeptowski (portret)
Jan Sabała Krzeptowski – akwarela polskiego malarza i autora przewodników tatrzańskich Walerego Eljasza-Radzikowskiego.
Portret Sabały, góralskiego muzykanta, myśliwego, gawędziarza i pieśniarza powstał u schyłku jego życia w sierpniu 1889 roku. Walery Eljasz-Radzikowski miał już w tym czasie letni dom w Zakopanem i pracował nad kolejnymi wydaniami Ilustrowanego Przewodnika do Tatr, Pienin i Szczawnic, które ilustrował własnymi rysunkami. Malarz obok pejzaży tatrzańskich malował często ludzi związanych z Tatrami i charakterystyczne typy góralskie.
Akwarela przedstawia starego górala, patrzącego w oczy widza. Sabała ma odkrytą głowę i długie siwe włosy, ubrany jest odświętnie, w białą koszulę i narzuconą na ramiona cuchę. Wizerunek jest sygnowany przez autora Jan Sabała Krzeptowski, d. 14/8 1889. Zakopane. Walery Eljasz. W identycznym stroju przedstawił Krzeptowskiego Stanisław Witkiewicz na swoim rysunku Portret Sabały.
Obraz został nabyty bezpośrednio u autora przez kolekcjonera ze Lwowa. Po wojnie został przewieziony do Polski, nigdy nie był wystawiany i prezentowany publicznie. Pozostaje własnością tej samej rodziny.